# Trifosfor pentanitrid
Trifosfor pentanitrid je neorgansko jedinjenje sa hemijskom formulom P3N5. Ovo jedinjenje sadrži samo fosfor i azot. Ovaj materijal se klasifikuje kao binarni nitrid. Ovo jedinjenje trenutno nema praktičnu primenu, ali je predmet istraživanja. Ono je bela čvrsta materija, mada uzorci često izgledaju obojeno usled prisustva nečistoća.

## Sinteza
Trifosfor pentanitrid se može formirati reakcijom između raznih fosfor(V) i azotnih jedinjenja (kao što je amonijak i natrijum azid); uključujući reakciju između elemenata.
3 PCl5 + 5 NH3   →   P3N5 + 15 HCl
3 PCl5 + 15 NaN3   →   P3N5 + 15 NaCl + 5 N2
Slični metodi se koriste za pripremu bor nitrida (BN) i silicijum nitrida (Si3N4); međutim produkti su generalno nečisti i amorfni.
Kristalni uzorci su proizvedeni reakcijom amonijum hlorida i heksahlorociklotrifosfazena: ili fosfor pentahlorida.
(NPCl2)3  +  2 NH4Cl   →   P3N5  +  8 HCl
3 PCl5  +  5 NH4Cl   →   P3N5  +  20 HCl
P3N5 je isto tako bio pripremljen na sobnoj temperaturi, reakcijom između fosfor trihlorida i natrijum amida.
3 PCl3 + 5 NaNH2  →   P3N5  +  5 NaCl  +  4 HCl  +  3 H2

## Reakcije
P3N5 je termalno manje stabilan od bilo BN ili Si3N4, i dekompozicija do elemenata se javlja na temperaturama iznad 850°C:
2 P3N5  →   6 PN  +  2 N2
4 PN   →   P4 + 2 N2
On je otporan na slabe kiseline i baze, i nerastvoran u vodi na sobnoj temperaturi, međutim hidrolizuje se nakon zagrevanja pri čemu se formiraju amonijum fosfatne soli (NH4)2HPO4 i NH4H2PO4.
Trifosfor pentanitrid reaguje sa litijum nitridom i kalcijum nitridom čime se formiraju korespondirajuće soli PN47− i PN34−. Heterogena amonoliza trifosfornog pentanitrida daje imide kao što su HPN2 i HP4N7. Predloženo je da ta jedinjenja potencijalno mogu da nađu primenu kao čvrsti elektroliti i pigmenti.